# Albert Préjean
Albert Préjean (Pantin, 27 oktober 1894 – Parijs, 1 november 1979) was een Frans acteur en zanger. Hij kende zijn glorieperiode gedurende vijfentwintig drukke jaren (1921-1944). Hij was voornamelijk te zien in komedies en tragikomedies.

## Leven en werk

### Afkomst en opleiding
Préjean kwam ter wereld in Pantin, een gemeente net buiten de Parijse périphérique. Hij bracht zijn kindertijd door in het nabijgelegen Aubervilliers waar zijn ouders een café uitbaatten. Hij was niet geïnteresseerd in het schoolgebeuren. Sport daarentegen boeide hem van jongs af aan, eerst het wielrennen, wat later het boksen, en dit dankzij zijn vriend Georges Carpentier, die uitgroeide tot een beroemd bokser.
Zijn vader, die hem wilde voorbestemmen tot een carrière als zakenman, zond hem naar de universiteit van Freiburg im Breisgau. Préjean hield er enkel zijn kennis van het Duits aan over. Terug in Parijs ging hij werken in de beurs. In die periode ontdekte hij zijn voorliefde voor de film (dankzij Max Linder) en voor de music-hall (dankzij Mistinguett).
Tijdens de Eerste Wereldoorlog maakte Préjean deel uit van een beroemde escadrille aan de zijde van de legendarische Georges Guynemer. Hij werd meermaals gedecoreerd.

### Jaren twintig: eerste stappen
Préjean debuteerde in 1921 als bij toeval als doublure in de mantel-en-degenfilm Les Trois Mousquetaires van Henri Diamant-Berger met wie hij zeven films draaide. Twee andere cineasten die zijn beginjaren bepaalden waren Raymond Bernard (vijf films) en René Clair (zes films), die de eerste was om Préjean hoofdrollen te schenken. Clairs fantasierijke films maakten de doorbraak van Préjean mogelijk, Un chapeau de paille d'Italie (1928) voorop, een knotsgekke komedie, gebaseerd op de gelijknamige klucht van Eugène Labiche.
Memorabele films waren nog Verdun. Visions d'Histoire (1928), een ontroerende en imposante re-enactment van de Slag om Verdun waarin Préjean een Frans soldaat speelde en Les Nouveaux Messieurs (1929), een komedie van Jacques Feyder, Préjeans laatste stomme film waarin hij een linkse vakbondsman vertolkte die het schopt tot minister.
Aan het einde van die periode regisseerde Préjean de middellange film L'Aventure de Luna Park (1929), zijn enige prestatie als cineast.
Het acteerspel van Préjean was natuurlijk en dat had veel te maken met het feit dat hij geen toneelopleiding had genoten. Zo lukte het hem goed de overstap van de stomme naar de geluidsfilm te maken. Het was evenzeer aan zijn zangtalent te danken dat hij in die overgangsperiode zijn plaats in de Franse filmgeschiedenis verdiende, getuigen daarvan twee belangrijke films uit 1930: Sous les toits de Paris, een internationaal succesrijke muzikale tragikomedie van René Clair en L'Opéra de quat'sous, een muzikaal drama van Georg Wilhelm Pabst.

### Sportrollen
Het knappe sport- en vliegverleden van Préjean kwam hem goed van pas om sportbeoefenaars en piloten te portretteren:
- In de komische korte film Jim Bougne, boxeur (1923) speelde hij de verzorger van een bokser, in het drama Un soir de rafle (1931) bokste hij zelf.
- In de komedies met de veelzeggende titels Rivaux de la piste (1932) en Pour le maillot jaune (1940) belichaamde hij een (arme) talentrijke wielrenner.
- In Le Roi de la vitesse (1923) en in de fantastische korte film Paris qui dort (het debuut van Clair uit 1923) was hij een piloot, in de tragikomedie Les Bleus du ciel (1933) vertolkte hij een vliegtuigmonteur die zelf vlieglessen volgt om indruk te maken op een bekende vrouwelijke piloot. Voor Clairs romantisch drama La Proie du vent (1927) was hij, zonder in de film te verschijnen, technisch medewerker voor de vliegsequenties.

### Jaren dertig: charmante jeune premier met onder meer Danielle Darrieux
Alhoewel meer dan twintig jaar ouder, vormde Préjean een uitermate charmant en geloofwaardig koppel met de piepjonge Danielle Darrieux en dit in zeven films, meestal lichte komedies. Titels als het erg succesrijke Quelle drôle de gosse (1935) en Caprices (1942) gaven de toon (en het personage van Darrieux die de rol van schertsend, onstuimig en grillig meisje met branie speelde) wonderlijk goed weer. Voor de muziekfilm La crise est finie (1934) kwam zijn zangtalent Préjean weer goed van pas.
Préjean bleef de erg populaire jeune premier spelen tot aan het einde van de Tweede Wereldoorlog. Naast Danielle Darrieux was hij ook aan de zijde te zien van onder meer Annabella (Un soir de rafle, 1931 en Un fils d'Amérique, 1932), Renée Saint-Cyr (Toto, 1933), Marie Glory (Le Paquebot Tenacity, 1934), Paulette Dubost (L'Auberge du Petit-Dragon, 1934), Josephine Baker (Princesse Tam Tam, 1935), Françoise Rosay (Jenny, 1936, Marcel Carné's eerste film), Elvire Popesco (À Venise, une nuit, 1937), Jany Holt (L'Alibi, 1937), Ginette Leclerc (Métropolitain, 1939) en Suzy Prim (L'Étrange Suzy, 1941).

### Commissaris Maigret
Als opvolger van onder meer Pierre Renoir belichaamde Préjean drie keer (een weliswaar te jonge, slanke en elegante) politiecommissaris Jules Maigret in Picpus (1943) , in Cécile est morte (1944) en in Les Caves du Majestic (1945).

### Onvoorzichtig
Préjean speelde tijdens de Tweede Wereldoorlog in zes films die waren geproduceerd door Continental-Films, een Franse filmproductiemaatschappij die actief was tijdens de Duitse bezetting maar die werd gefinancierd met Duits kapitaal. Onder die films bevond zich, naast de drie Maigret-films, ook Au Bonheur des Dames (1943), naar de gelijknamige roman van Émile Zola. In dit drama, doorgaans beschouwd als een van de belangrijke films van de Franse jaren veertig, vertolkte Préjean de mannelijke hoofdrol van directeur van een grootwarenhuis, de commerciële rivaal van stoffenwinkeluitbater Michel Simon.
Préjean nam deel aan twee propaganda-operaties: in maart 1942 reisde hij met een delegatie Franse acteurs, waaronder Danielle Darrieux, Viviane Romance en Suzy Delair, af naar de Berlijnse filmstudio's. In augustus 1943 behoorde hij tot een gezelschap van artiesten zoals Édith Piaf en Loulou Gasté die het Frans chanson in Berlijn kwamen promoten. Die propaganda vond heel wat weerklank maar werd ten tijde van de bevrijding fel kwalijk genomen. Préjean werd een tijdje opgesloten zoals de rest van het gezelschap. Hij kwam na enkele weken vrij maar hield imagoschade aan die reizen over.

### Latere carrière
Aan het begin van de jaren zestig nam Préjean afscheid van de filmwereld in twee komedies met Eddie Constantine in de hoofdrol.

### Privéleven
Préjean ontmoette in 1920, op 26-jarige leeftijd, Lulu (echte naam Augusta Favas), een kleren- en hoedenverkoopstertje van 22 jaar. Tijdens de jaren twintig trouwden ze twee keer en gingen ze ook twee keer uiteen, de tweede keer nadat Préjean verliefd was geworden op
Annabella.
Tijdens de orlog ontmoette hij de actrice Lysiane Rey met wie hij huwde in 1943. In 1944 kregen ze een zoon, Patrick. Hun huwelijk was van korte duur.
Gedurende de laatste jaren van zijn leven was Jeanne Poché zijn levensgezellin. Ze trouwden in 1977.
Préjean overleed in 1979 op 85-jarige leeftijd aan een hartinfarct.

## Filmografie (ruime selectie)
- 1921 - Les Trois Mousquetaires (Henri Diamant-Berger)
- 1922 - Vingt ans après (Henri Diamant-Berger)
- 1922 - Gonzague (Henri Diamant-Berger)
- 1923 - Jim Bougne, boxeur (Henri Diamant-Berger)
- 1923 - Le Roi de la vitesse (Henri Diamant-Berger)
- 1923 - Paris qui dort (René Clair) (korte film)
- 1924 - Le miracle des loups (Raymond Bernard)
- 1924 - Le Fantôme du Moulin-Rouge (René Clair)
- 1925 - Le Voyage imaginaire (René Clair)
- 1925 - Amour et carburateur (Pierre Colombier)
- 1928 - Un chapeau de paille d'Italie (René Clair)
- 1928 - Verdun. Visions d'Histoire (Léon Poirier)
- 1929 - Les Nouveaux Messieurs (Jacques Feyder)
- 1929 - L'Aventure de Luna Park (Albert Préjean) (middellange film)
- 1930 - Le Requin (Henri Chomette)
- 1930 - Sous les toits de Paris (René Clair)
- 1931 - L'Opéra de quat'sous (Georg Wilhelm Pabst) (Franse versie)
- 1931 - Un soir de rafle (Carmine Gallone)
- 1932 - Rivaux de la piste (Serge de Poligny)
- 1932 - Un fils d'Amérique (Carmine Gallone)
- 1933 - Théodore et Cie (Pierre Colombier)
- 1933 - Toto (Jacques Tourneur)
- 1933 - Les Bleus du ciel (Henri Decoin)
- 1934 - Volga en flammes (Victor Tourjansky)
- 1934 - La crise est finie (Robert Siodmak)
- 1934 - Le Paquebot Tenacity (Julien Duvivier)
- 1934 - L'Or dans la rue (Curtis Bernhardt)
- 1934 - L'Auberge du Petit-Dragon (Jean de Limur)
- 1935 - Dédé (René Guissart)
- 1935 - Le Contrôleur des wagons-lits (Richard Eichberg)
- 1935 - Princesse Tam Tam (Edmond T. Gréville)
- 1935 - Quelle drôle de gosse (Léo Joannon)
- 1936 - Jenny (Marcel Carné)
- 1937 - À Venise, une nuit (Christian-Jaque)
- 1937 - L'Alibi (Pierre Chenal)
- 1937 - La Fessée (Pierre Caron)
- 1938 - Mollenard (Robert Siodmak)
- 1938 - La Rue sans joie (André Hugon)
- 1939 - Métropolitain (Maurice Cam)
- 1939 - Place de la Concorde (Karel Lamač)
- 1939 - L'Or du Cristobal (Jacques Becker en Jean Stelli)
- 1940 - Pour le maillot jaune (Jean Stelli)
- 1941 - L'Étrange Suzy (Pierre-Jean Ducis)
- 1942 - Dédé la musique (André Berthomieu)
- 1942 - Caprices (Léo Joannon)
- 1943 - Picpus (Richard Pottier)
- 1943 - Au Bonheur des Dames (André Cayatte)
- 1944 - La Vie de plaisir (Albert Valentin)
- 1944 - Cécile est morte (Maurice Tourneur)
- 1945 - Les Caves du Majestic (Richard Pottier)
- 1946 - L'assassin n'est pas coupable (René Delacroix)
- 1947 - La Kermesse rouge (Paul Mesnier)
- 1948 - Les Frères Bouquinquant (Louis Daquin)
- 1949 - Piège à hommes (Jean Loubignac)
- 1949 - Les Nouveaux Maîtres (Paul Nivoix)
- 1951 - Le Désir et l'amour (Henri Decoin)
- 1955 - Un missionnaire (Maurice Cloche)
- 1957 - Adorables démons (Maurice Cloche)
- 1960 - Ça peut toujours servir (Georg Jacoby)
- 1962 - Bonne chance, Charlie (Jean-Louis Richard)

## Publicaties
- Patrick Préjean: Albert Préjean, Éditions Candeau, 1979
- Pierre Cadars: Les Séducteurs du cinéma français : 1928-1958, Henri Veyrier, 1982
- Olivier Barrot en Raymond Chirat: Noir & Blanc, 250 acteurs du cinéma français 1930-1960, Éditions Flammarion, 2000.
- Yvan Foucart: Dictionnaire des comédiens français disparus, Mormoiron, Éditions cinéma, 2008,

- Biblioteca Nacional de España: XX4886541
- Bibliothèque nationale de France: cb138986519 (data)
- Gemeinsame Normdatei: 135422833
- International Standard Name Identifier: 0000 0001 2275 6018
- Library of Congress Control Number: n97040882
- MusicBrainz: dd1f3d58-149a-4e96-b3fc-16fb54e12a71
- Nationale Bibliotheek van Israël: 987007330528405171
- Nationale Bibliotheek van Polen: a0000002760952
- Nederlandse Thesaurus van Auteursnamen: 274159910
- SNAC: w6db8nhm
- Système universitaire de documentation: 077779355
- Virtual International Authority File: 197376
- WorldCat: E39PBJpPFfHybJ6bBRvMRtgR8C